# Prix Jean-Sainteny
Le prix Jean-Sainteny est un prix littéraire annuel décerné par l’Académie des sciences morales et politiques et destiné à récompenser « un ouvrage concernant le développement politique, économique ou culturel ou les relations internationales, notamment en Asie du Sud-Est et en Afrique, dans l’esprit qui fut celui de l’action de Jean Sainteny ».

## Lauréats
- 1999 : Christine Levisse-Touzé pour L’Afrique du Nord dans la guerre 1939-1945.
- 2000 : Geneviève Wiels pour l’ensemble de ses reportages télévisuels.
- 2001 : Maurice Albord (1919-2003) pour son ouvrage L’armée française et les Etats du Levant 1936-1946.
- 2002 : François-Georges Dreyfus pour son ouvrage 1919-1939. L’engrenage.
- 2003 : Étienne Vo Duc-Hanh pour La place du catholicisme dans les relations entre la France et le Viêt-Nam de 1887 à 1903 en 3 volumes.
- 2004 : Pierre Pélissier pour son ouvrage Dien Bien Phu.
- 2005 : Bernard Debré pour son action en Chine, à l’occasion de la parution de son ouvrage Le Roman de Shanghaï.
- 2006 : Jean de La Guérivière (1937-....) pour son ouvrage Indochine, l’envoûtement.
- 2007 : Philippe Frey pour son ouvrage 50 degrés. Déserts brûlants.
- 2008 : Christian Grataloup pour Géohistoire de la mondialisation. Le temps long du Monde.
- 2009 : Marc Michel pour Essai sur la colonisation positive. Affrontements et accommodements en Afrique noire. 1830-1930.
- 2010 : Sarah Mohamed-Gaillard (1974-....) pour L’Archipel de la puissance ? La politique de la France dans le Pacifique Sud de 1946 à 1998.
- 2011 : Pierre Journoud (1973-....) pour De Gaulle et le Vietnam (1945-1969).
- 2012 : Olivier Sibre (1977-....) pour Le Saint-Siège et l’Extrême-Orient (Chine, Corée, Japon) de Léon XIII à Pie XII (1880-1952).
- 2013 : Sylvie Brunel pour l’ensemble de son œuvre.
- 2014 : Olivier Grenouilleau pour son ouvrage Qu’est-ce que l’esclavage ? Une histoire globale.
- 2015 : Thomas Vaisset pour sa thèse L’amiral Thierry d’Argenlieu. La mer, la foi, la France, soutenue à l’Université Paris Ouest Nanterre La Défense.
- 2016 : Max Schiavon pour son ouvrage La guerre du Rif. Un conflit colonial oublié. Maroc 1925-1926.
- 2017 : Pierre-François Souyri pour son ouvrage Moderne sans être occidental. Aux origines du Japon aujourd’hui.
- 2018 : Sabine Jansen (1965-....) pour son ouvrage Les boîtes à idées de Marianne. État, expertise et relations internationales en France.
- 2019 : Frédéric Turpin pour son ouvrage La France et la francophonie. Histoire d’un ralliement difficile.
- 2020 : Hervé Gaymard pour son ouvrage Un homme en guerres, voyage avec Bernard Fall.
- 2021 : Roland Pourtier pour son ouvrage Congo, un fleuve à la puissance contrariée.
- 2022 : Guillaume Piketty pour son ouvrage Français, libre – Pierre de Chevigné.
- 2024 : François Joyaux pour son ouvrage Duy Tan – Un empereur dans la France libre